# Tar (Nógrád)
Tar est un village et une commune du comitat de Nógrád en Hongrie.